# Аношкін Роман Сергійович
Рома́н Сергійович Ано́шкін (рос. Роман Сергеевич Аношкин; 31 серпня 1987, Пушкіно) — російський спортсмен-веслувальник, що спеціалізується на спринті. Заслужений майстер спорту Росії.

## Участь у міжнародних змаганнях
За російську збірну виступає з 2008 року. Виграв бронзу на Чемпіонті світу з веслування в Мілані — у перегонах одиночок на дистанції 500 м. Наступного року, на Чемпіонаті Європи у Москві у складі російської команди взяв участь у перегонах байдарок-четвірок на дистанції 1000 м і виграв срібляну медаль. На Олімпіаді 2016 року в Ріо-де-Жанейро Аношкін взяв участь у перегонах байдарок-одиночок на дистанції 1000 м, де став бронзовим призером.